# 하다솜
하다솜(1973년 9월 9일 ~ )은 대한민국의 배우이다.
- 1995년 KBS 1기 슈퍼 탤런트로 데뷔하였다.
- 이후 KBS 2TV 《장희빈》, 《저 푸른 초원 위에》, MBC 《안녕, 프란체스카》, SBS 《토지》등에 출연했으며 KBS 1TV 대하사극 《대조영》에서 어린 대조영의 어머니 역을 맡아 열연을 하였다.
- 2000년 11월 19일에 결혼하였으며, 2008년 4월 29일 첫 딸을 출산하였다.
- 이후 2010년 연극 《프루프》에서 클레어 역으로 공연하였다.
- 2013년 1월 31일 둘째 딸을 출산하였다.

## 작품활동
드라마
- 2006년 KBS 《대조영》
- 2006년 KBS 《안녕하세요 하느님》
- 2005년 MBC 《안녕, 프란체스카》
- 2004년 SBS 《토지》
- 2003년 KBS 《저 푸른 초원 위에》
- 2002년 KBS 《장희빈》
- 2000년 KBS 《천둥소리》
- 2000년 KBS 《가을동화》
- 1996년 KBS 《머나먼 나라》
- 1996년 KBS 《컬러 - 제1화 화이트》
- 1996년 KBS 《사랑이 꽃피는 계절》
- 1995년 KBS 《개성시대》
- 1995년 KBS1 《신세대 보고 - 어른들은 몰라요 - 어떤 유혹》
- 1995년 KBS2 《젊은이의 양지》
- 1995년 KBS 《사랑이 꽃피는 교실》
- 공연
- 2010년 《프루프》
- 기타
- 2007년~2008년 대전방송 《365일 천국보다 아름다운 세상》 - 진행자